# Fort Indiantown Gap
Fort Indiantown Gap è un census-designated place (CDP) degli Stati Uniti d'America e luogo militare della U.S. Army, situato nello stato della Pennsylvania, nella contea di Lebanon.